# متنزه فور مايل كريك الحكومي
متنزه فور مايل كريك الحكومي متنزه حكومي يقع في بلدة بورتر في مقاطعة نياجرا، نيويورك . يقع المتنزه عند مصب نهر فور مايل كريك على شاطئ بحيرة أونتاريو، على بعد حوالي 15 ميل (24 كـم) شمال شلالات نياجرا .تبلغ مساحته 248 أكر (1.00 كـم2)

## وصف
يوفر المتنزه الحكومي طاولات نزهة وملعبًا وممارسة رياضة المشي لمسافات طويلة وركوب الدراجات ومخيمًا به مواقع للخيام والمقطورات وخيام ومرافق غسيل الملابس وبرامج ترفيهية ومسارًا طبيعيًا ويمتاز بالمطاعم. تسمح تصاريح التخييم الصادرة من المتنزهات بمواقف مجانية للسيارات في متنزهات الولاية الأخرى الموجودة في المنطقة. تشمل الحياة البرية في المتنزه مالك الحزين الأزرق العظيم والغزلان أبيض الذيل.

## روابط خارجية
- New York State Parks: Four Mile Creek State Park